# Dinner auf Uranos
Dinner auf Uranos ist eine deutsche Rockband, welche aus der zwischenzeitlich (2006–2010) aufgelösten Dark-Metal-Band Nocte Obducta hervorging, sich jedoch stilistisch von ihr unterscheidet.

## Geschichte
Die Mitglieder von Nocte Obducta gaben am 17. Juni 2006 bekannt, aufgrund mangelnder Akzeptanz in der Black-Metal-Szene und innerer Probleme Nocte Obducta nach ihrem letzten Album aufzulösen und künftige Veröffentlichungen unter dem Bandnamen Dinner auf Uranos zu tätigen. Die Gruppe distanzierte sich jedoch nicht von Nocte Obducta, sondern sah sich als deren Nachfolger, wobei man im Januar 2009 mindestens eine weitere Veröffentlichung unter dem Namen Nocte Obducta ankündigte, ohne jedoch die neue Band in Frage zu stellen.
Ab September 2006 fertigte man zwei Demos an, welche an verschiedene Labels geschickt wurden. Schließlich unterzeichnete man bei Cold Dimensions, bei welchem Mitglieder der befreundeten Band Lunar Aurora mitwirken. Am 21. Mai 2010 wurde das Debüt mit dem Titel 50 Sommer, 50 Winter veröffentlicht. Ein weiteres Album ist bereits aufgenommen.
Seit der Wiedervereinigung von Nocte Obducta sind Marcel „Traumschänder“ Breuer (außerdem Thâlsperre, Cüühn, ehemals Agathodaimon), Stefan „Draghkar“, Heidig und Matthias Rodig (außerdem Age of Aggression, Necrorgasm, ehemals Agathodaimon) wieder dort aktiv.

## Stil
Die Musik enthält Elemente verschiedener Genres, darunter Post-Rock, Progressive Rock, Post-Punk und Metal. Black-Metal-Elemente, wie bei Nocte Obducta, findet man hingegen nicht mehr. Auf Songmaterial der alten Band wurde weitgehend verzichtet.

## Diskografie
- 2010: 50 Sommer – 50 Winter (Cold Dimensions)